# Bioimmagine
Con il termine bioimmagine identifichiamo qualsiasi immagine generata da un essere vivente, ossia una figura relativa all'anatomia o alla fisiologia di parti interne del corpo.
Per generare una bioimmagine, si richiede che un'opportuna forma di energia (raggi x, ultrasuoni,ecc.) interagisca con la struttura da analizzare, generando, come prodotto finale o successivo ad elaborazioni, un'immagine bidimensionale o tridimensionale.